# Ro-40
Ro-40 — підводний човен Імперського флоту Японії, який брав участь у Другій світовій війні.
Корабель, який відносили до типу Ro-35, спорудили на верфі «Mitsubishi» в Кобе. Ro-40 завершили у вересні 1943-го та для проходження навчань включили до складу 11-ї флотилії підводних човнів. 5 жовтня під час тренувань Ro-40 зіткнувся із судном Окакі-Мару, проте обидва кораблі зазнали тільки легких пошкоджень.
У середині січня 1944-го Ro-40 перевели до 34-ї дивізії підводних човнів, після чого він вирушив до атола Трук у центральній частині Каролінських островів (ще до війни тут створили потужну базу японського ВМФ, з якої до лютого 1944-го провадили операції в цілому ряді архіпелагів). 29 січня човен прибув до місця призначення.
12 лютого 1944-го Ro-40 вирушив для бойового патрулювання, маючи завдання пройти через води Маршаллових островів до островів Гілберта. 16 лютого менш ніж за сотню кілометрів на північний захід від атола Кваджелейн (лише за кілька тижнів до того його захопив американський десант) есмінець «USS Phelps» встановив сонарний контакт із субмариною у підводному положенні. USS Phelps скинув серію глибинних бомб, а потім те саме зробили есмінець «USS MacDonough» і тральщик «Sage». Саме ці атаки і стали причиною загибелі Ro-40.